# José Lagunero y Guijarro
José Lagunero y Guijarro (Valladolid, 3 de noviembre de 1821-Madrid, 16 de diciembre de 1879) fue un militar y político español, diputado por la circunscripción de Valladolid en las elecciones celebradas el 24 de agosto de 1872, en las que obtuvo 3260 votos de los 3280 emitidos, sobre un censo de 7408 electores.

## Biografía
Hijo de un ayudante de campo del Empecinado, se formó en el Colegio General Militar. Oficial de Caballería en la Primera Guerra Carlista mereció ser condecorado con la Cruz Laureada de San Fernando por su bizarro comportamiento a las órdenes del general Martín Zurbano. En 1843 ingresó en la Academia de Estado Mayor. Participó en la persecución de partidas carlistas por Aragón durante la segunda guerra, por lo que fue ascendido a capitán en 1855, marchando a continuación como voluntario con otros oficiales españoles a Crimea para participar en el asedio de Sebastopol, corriendo de su cuenta los gastos de traslado y manutención, según real orden que autorizaba su traslado. Tuvo luego una destacada intervención en la guerra de África en 1860, donde fue condecorado con la Cruz de San Fernando. En 1862, gobernando Leopoldo O'Donnell, fue desterrado a las Canarias. Retirado del ejército y cercano a Prim, participó en las intentonas revolucionarias de 1866. Una vez fracasadas y, según Valle-Inclán:

Proclamada la Ley Marcial por hacer inexorable el castigo de los conspiradores, aquellos más comprometidos se apañaron escondite a las esperas de ocasión y disfraz para fugarse de España. El Coronel Lagunero, con patillas de boca de jacha, catite y zorongo salió tocando la guitarra por el Puente de Segovia.
Ramón del Valle-Inclán, Viva mi dueño, I, IV

Al estallar la Revolución de 1868 pasó desde Portugal a Orense, donde se encargó del levantamiento de guerrillas, dando lectura a proclamas preparadas por Manuel Becerra y el general Contreras. Reincorporado al ejército con grado de coronel, al mando del Regimiento de Caballería de Talavera marchó a Navarra para prevenir cualquier intentona  de alzamiento carlista. A fines de abril de 1869 se presentó en Tafalla, donde se habían producido incidentes entre carlistas y Voluntarios de la Libertad, resultando levemente herido de bala poco después de hacer su entrada en la ciudad. Siete elementos considerados carlistas murieron y alrededor de un centenar de vecinos fueron detenidos como resultado del «pequeño escarmiento» aplicado a la población —que conmemora los hechos aún ahora quemando un monigote que representa al coronel Lagunero en las fiestas de carnaval– y el ayuntamiento, carlista, fue destituido.
Ascendido a brigadier, en agosto de 1871 fue designado subsecretario del ministerio de la Guerra, con Fernando Fernández de Córdova al frente del ministerio. Dimitió con él dos meses más tarde. En 1872 ascendió a mariscal de campo y ocupó la capitanía general de Burgos, de la que dimitió para ocupar el escaño de diputado por Valladolid para el que había sido elegido en las elecciones celebradas en el mes de agosto. Proclamada la república ocupó brevemente las capitanías generales de Cataluña y Castilla la Nueva y la dirección general de caballería. Tras la Restauración sufrió nuevo destierro. Apartado del ejército por haber abandonado sin licencia Lisboa, donde tenía fijada su residencia, para marchar a Irún, pasó a Francia donde fue detenido por orden del gobierno francés junto a Manuel Ruiz Zorrilla y enviado a la frontera con Alemania. Enfermo, regresó secretamente a España y fue detenido en septiembre de 1879, aunque, dada la gravedad de su enfermedad, se le permitió cumplir arresto en el Hospital Militar. Murió en Madrid el 16 de diciembre de 1879, en el Museo Antropológico del doctor Velasco, produciéndose algún altercado entre manifestantes republicanos y policías durante su entierro, al que asistió numeroso público.
Había sido condecorado con dos grandes cruces del Mérito Militar y con la de San Hermenegildo.